# Kismet (film 1944)
Kismet è un film del 1944 diretto da William Dieterle.
La storia è tratta dal lavoro teatrale Kismet, scritto da Edward Knoblauch, una commedia ambientata a Bagdad che, a Londra, dove debuttò il 19 aprile 1911, ottenne un grande successo, tanto da venir replicata per due anni di seguito e venir riproposta, sempre nel 1911, anche a Broadway.
La vicenda del mendicante che riesce a vincere un potente vizir ottenendo per sé la bella vedova, fu portata varie volte sullo schermo. Dieterle ne aveva già firmato una versione precedente, intitolata sempre Kismet, girata in Germania per la First National Pictures (la futura Warner Bros.).
4 candidature agli Oscar (fotografia, colonna sonora, miglior sonoro, scenografia).
Kismet, è anche noto per essere l'unico film che la Dietrich interpretò per la Metro-Goldwyn-Mayer.

## Trama
Nell'antica Bagdad, Hafiz, soprannominato "il re dei mendicanti", di giorno si esibisce davanti a ricchi spettatori che stupisce con i suoi trucchi magici mentre le notti le passa nelle taverne della città spacciandosi per un principe assiro. Hafiz tiene celata agli occhi di tutti l'unica figlia, Marsinah, una bellissima giovane, sua gioia e suo orgoglio, che vive in una casa circondata da un giardino difeso da alte mura. Una notte, mentre indossa i suoi abiti principeschi, Hafiz incontra il califfo di Bagdad, il nuovo sovrano d'Arabia, che si mescola al popolo fingendosi figlio di un giardiniere. Ignaro di parlare al califfo, Hafiz insulta il nuovo re, definendolo uno zoticone. Poi corre dalla sua amante, la splendida Jarmilla, che - benché lui non lo sappia - è regina nel palazzo del Gran Visir. Lei sa benissimo, invece, che il suo amante è un bugiardo inveterato ma Hafiz la diverte e lo lascia dire.
Intanto il califfo incontra Marsinah, fuggita dalla sua rosea prigione: per i due giovani è amore al primo sguardo e, quando il califfo torna a palazzo, è talmente estasiato che annuncia al suo consigliere Agha che il giorno seguente sarà quello delle sue nozze con Marsinah. Poi, dispone anche per il processo per corruzione al Gran Visir. Quest'ultimo, però, organizza contro il califfo un attentato che per fortuna fallisce. Hafiz, dopo aver scoperto che la figlia è innamorata, pensa desolato che Marsinah non avrà il destino luminoso che lui ha progettato per lei se dovesse sposare davvero il figlio di un giardiniere. Così, gli viene l'idea di portarla a corte dove vuole farla sposare al Gran Visir. Presentatosi con i suoi falsi abiti principeschi, Hafiz si ingrazia il potente signore. Poiché l'ospite denigra le sue danzatrici, il Visir chiede di danzare a Jamilla. Lei dapprima rifiuta, poi, avendo saputo che l'ospite è il principe di Assiria, accetta e la sua esibizione è estremamente seducente.
Hafiz convince il Gran Visir a ricevere Marsinah, la sua "principessa". Poi torna a casa per dare alla figlia la grande notizia. Ma in quel momento arrivano le guardie del Visir che arrestano il re dei mendicanti. Portato a palazzo, Hafiz l'impostore viene deriso dal Visir che ordina gli vengano tagliate le mani perché è un ladro. L'esecuzione viene interrotta dalla notizia che le guardie del califfo circondano il suo palazzo e che lui deve presentarsi davanti al sovrano. Hafiz, ancora legato, grida che sa come aiutare il visir contro il suo nemico e accetta di assassinare il califfo se il Visir sposerà Marsinah. Di nuovo a casa, Hafiz è felice di aver assicurato l'avvenire della figlia, ma Marsinah si rifiuta, perché è innamorata di un altro. Ignorando le sue lacrime, lui la porta a palazzo dove il Gran Vizir, al vederla così giovane e bella, ripudia la vecchia sposa. Jamilla però non è per niente d'accordo ma quando comprende che quello è il piano di Hafiz per liberarla dall'harem, si calma.
Come previsto, Hafiz si reca con il Gran Visir a corte, dove sarà presentato come un mago. Mentre il mago esegue i suoi numeri, il Califfo si rende conto che quello è il padre di Marsinah. Prima di poter abbracciare il futuro suocero, questi gli lancia addosso un coltello, mancando però il bersaglio. Hafiz viene arrestato ma, sentendo che il sovrano vuole sposare sua figlia, riesce a scappare per andare al palazzo del Visir, dove deve liberare Marsinah che si trova nell'harem. Dopo una lotta feroce, Hafiz uccide il Gran Visir prima di venir riarrestato dalle guardie del califfo. A corte, il sovrano pronuncia la condanna: il re dei mendicanti è nominato principe di Assiria e dovrà partire per una remota regione verso occidente. Il califfo poi fa abbattere il muro che lo separa da Marsinah e conduce la giovane in corteo, sfilando con la sposa per le strade di Bagdad.
Hafiz e la sua nuova sposa, Jamilla, partono per l'Hassir, felici che "kismet", il destino, si sia dimostrato finalmente benigno con loro.

## Produzione
Il film fu prodotto dalla Metro-Goldwyn-Mayer (MGM) (con il nome Loew's Inc.). Venne girato negli studi della MGM di Culver City, al 10202 di W. Washington Blvd.

## Distribuzione
Distribuito dalla Metro-Goldwyn-Mayer (MGM) (con il nome Loew's Inc.), il film uscì nelle sale cinematografiche USA nell'ottobre 1944 dopo una prima tenuta a New York il 22 agosto 1944.
Negli anni novanta, è stato distribuito negli Stati Uniti in VHS dalla MGM/UA Home Entertainment.

### Versioni cinematografiche di Kismet
- Kismet di Leedham Bantock (UK) con Oscar Asche, Lily Brayton (1914)
- Kismet di Louis J. Gasnier (Waldorf) con Otis Skinner, Rosemary Theby, Elinor Fair (1920)
- Il mendicante di Bagdad (Kismet) di John Francis Dillon (Warner Bros.) con Otis Skinner, Loretta Young, David Manners (1930)
- Kismet di William Dieterle (Warner Bros.) con Gustav Fröhlich, Dita Parlo, Vladimir Sokoloff (1931)
- Kismet di William Dieterle (MGM) con Ronald Colman, Marlene Dietrich, Edward Arnold (1944)
- Uno straniero tra gli angeli (Kismet) di Vincente Minnelli (MGM) con Howard Keel, Ann Blyth, Vic Damone, Dolores Gray (1955)